# Jules Boyer (homme politique, 1903-1962)
Pour les articles homonymes, voir Jules Boyer et Boyer.
Jules Boyer, né le 26 octobre 1903 à Saint-Michel-sur-Rhône et mort le 5 décembre 1962 à Vichy, est un homme politique français.

## Biographie
Diplômé de l'école vétérinaire de Lyon, il s'installe à Saint-Chamond dans les années 1920.
À la Libération, il est élu au conseil municipal de Saint-Chamond puis maire de la commune en mai 1945 avec le soutien du Mouvement républicain populaire (MRP).
L'année suivante, il est candidat tête de liste de ce mouvement lors des sénatoriales et est élu conseiller de la République de la Loire avec son suivant de liste Barthélémy Ott. À la chambre haute, il est membre du groupe du MRP et siège notamment dans la commission des finances.
En 1947, il cède la mairie de Saint-Chamond à Antoine Pinay puis en 1948, il n'est pas candidat à sa réélection au Conseil de la République. Retiré de la vie politique, il reprend son activité de vétérinaire.
Il meurt à Vichy le 5 décembre 1962.

## Détail des fonctions et des mandats
Mandat parlementaire
- 8 décembre 1946 - 7 novembre 1948 : Sénateur de la Loire

Mandat local
- mai 1945 - octobre 1947 : Maire de Saint-Chamond